# Cantó de Lilla-Nord-Est
El cantó de Lilla-Nord-Est és una divisió administrativa francesa, situada al departament del Nord i la regió dels Alts de França.
El cantó de Lille-Nord-est comprèn les comunes de Lilla, Mons-en-Barœul.

## Història
| Date d'elecció                        | Identitat         | Partit |
| ------------------------------------- | ----------------- | ------ |
| 1979-1983                             | Guy Merheim       | UDF    |
| 1983-1998                             | Francis Peltier   | UDF    |
| 1998-2004                             | Jean-Pierre Leroy | PS     |
| 2004-                                 | Betty Gleizer     | PS     |
| Les dades anteriors no són conegudes. |                   |        |
|                                       |                   |        |